# 小行星9749
小行星9749（英語：9749 Van den Eijnde）是一颗围绕太阳公转的小行星。1989年4月3日，天文学家艾瑞克·怀特·埃尔斯特在拉西拉天文台发现了此天体。
这颗小行星的绝对星等为29.83574540239762等。